# Castillo de San Luis de Bocachica

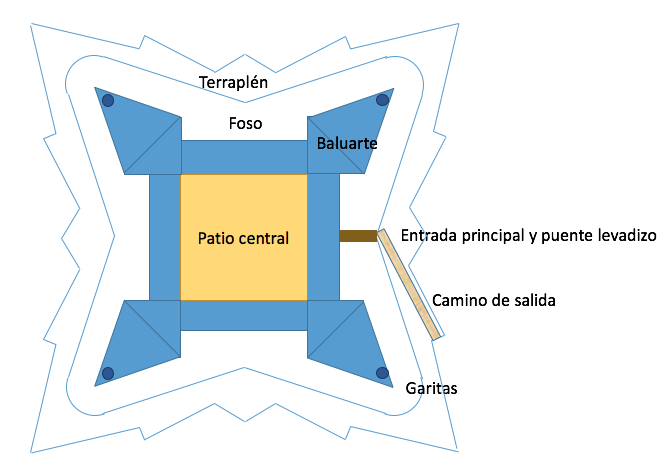
Esquema del Castillo de San Luis de Bocachica

El Castillo de San Luis de Bocachica fue una fortaleza militar en la ciudad de Cartagena de Indias construida por los españoles durante la época imperial en lo que hoy es Colombia. Situado en la Isla Tierra Bomba, controlaba la entrada al canal de Bocachica. Su construcción se empieza en 1646 por el ingeniero Juan de Somovilla y su nombre se debe al gobernador Luis Fernández de Córdoba.
El castillo ayudó a la defensa de Cartagena y fue tomado por fuerzas francesas en 1697 e inglesas en 1741.
Durante la guerra de la Liga de Augsburgo, las fuerzas francesas y piratas del Barón de Pointis y del filibustero Ducasse atacaron Cartagena en 1697 y tomaron el fuerte de San Luis defendido por 139 hombres bajo el mando de Sancho Jimeno, tras un sitio de dos días.
Durante la Guerra del Asiento se produjo el sitio de Cartagena de Indias, en el cual las tropas inglesas atacaron las posiciones españolas. El 13 de marzo de 1741, las tropas británicas desembarcaron en la ciudad, destruyendo el castillo bajo el fuego de artillería y los navíos ingleses.
En 1753 se inició la construcción de una nueva fortaleza, el Castillo de San Fernando de Bocachica, sobre las ruinas del Castillo de San Luis de Bocachica, obras dirigidas por el ingeniero Antonio de Arévalo.